# تمدن و ملالت‌های آن
تمدن و ملالت‌های آن از جمله مهم‌ترین آثار تألیفی توسط زیگموند فروید است که در سال ۱۹۲۹ نگارش و در سال ۱۹۳۰ انتشار یافت. فروید در این کتاب با اتخاذ رویکردی روانکاوانه، تکوین و تکامل فرهنگ و تمدن را مورد مداقه قرار می‌دهد. کشمکش میان سائق‌های فردی و اقتضائات اجتماعی که خاستگاه ملالت‌های تمدن است، موضوعیت اصلی مطروحه در این کتاب می‌باشد.